# Media Player Classic
Media Player Classic (MPC) es un reproductor multimedia para Microsoft Windows. El programa simula el aspecto del antiguo Windows Media Player 6.4 pero integra más opciones y características encontradas en reproductores más modernos. Este reproductor y sus derivados son el reproductor por defecto de algunos pack de codecs como K-Lite Codec Pack y Combined Community Codec Pack.
Media Player Classic fue originalmente creado y mantenido por un programador de nombre "Gabest". Fue desarrollado como un programa de código cerrado, pero después fue re-licenciado como software libre bajo los términos de la GNU General Public License. MPC está alojado en el proyecto guliverkli en SourceForge.net. Actualmente forma parte del proyecto MPC Home Cinema project.

## Características

### Reproducción de MPEG-1, MPEG-2 y MPEG-4
Media Player Classic tiene capacidad para reproducir VCD, SVCD y DVD, Sin necesidad de instalar ningún programa adicional. Tiene decodificadores para video en MPEG-2 con soporte de subtítulos y audio en LPCM, MP2, AC3 y DTS audio, y también contiene un mejorado visor de archivos MPEG que soporta reproducción de VCD y SVCD usando el lector de VCD/SVCD/XCD. A partir del 30 de octubre de 2005 Gabest agregó soporte para *.mp4 y MPEG-4 Timed Text. Un filtro decodificador AAC fue presentado también, que logra que MPC sea capaz de reproducir AAC en contenedores MP4, como una alternativa a Winamp y iTunes.

### Arquitecturas DirectShow, QuickTime y RealPlayer
Media Player Classic esta primeramente basado sobre la arquitectura DirectShow, y por lo tanto directamente usa los filtros decodificadores de Directshow instalados. Por ejemplo cuando se instala el filtro directshow de código abierto ffdshow, mpc ofrece una reproducción rápida, de alta calidad y con habilidades de post procesado de los formatos DivX, Xvid, H.264 y Flash Video.
MPC provee soporte beta de DXVA, para tarjetas de video NVIDIA y ATI compatibles con  H.264 o VC-1. este soporte provee aceleración por hardware a la reproducción de estos formatos.
Adicionalmente, MPC también puede usar la arquitecturas QuickTime y RealPlayer (si están instaladas en el computador) para reproducir estos formatos.

### Contenedores Matroska y Ogg
Media Player Classic incluye soporte nativo de los contenedores OGM y Matroska. Sin embargo la reproducción de OGM esta limitada por el filtro CoreVorbis. Esto afecta a los nuevos formatos (2006 en adelante). La razón de este problema es que MPC usa un hard-coded o un filtro Vorbis antiguo, así si se instalan nuevos filtros, MPC es incapaz de usarlos.

### TV
MPC soporta reproducción y grabación de teleer está instalado.

## Derivados

### MPC Home Cinema
El proyecto Media Player Classic Homecinema actualizó el reproductor original adhiriendo nuevas opciones, actualizando librerías y corrigiendo fallos. Incluye decodificadores de video adicionales (en particular H.264 y VC-1 con soporte DXVA), soporte de renderizado EVR, arreglo de fallos y más. También hay disponible una versión de 64 bits que soporta Windows XP x64, Windows Vista x64, Windows 7 x64 y Windows 8 x64. a
Gabest, principal desarrollador, indica que el desarrollo del reproductor continua en marzo del 2007, pero no se ha progresado en la actualización del código fuente.

## Violaciones de la GPL, violaciones del código de MPC

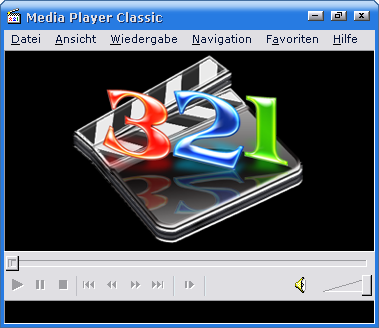
Media Player Classic 6.4.9.0 en alemán.

En abril del 2005, Gabest anunció que dos reproductores, de nombre VX30 y The KMPlayer, han violado la General Public License (GPL) por usar porciones del código fuente de MPC. Maui X-Stream, el distribuidor de VX30, quien fue previamente acusado de violaciones de la GPL con su programa CherryOS, no ha hecho comentarios sobre el asunto. Sin embargo, los autores de The KMPlayer han publicado un comentario oficial en sus foro que niegan la acusación.